# Michael Koefoed
Andreas Michael Koefoed, född 27 december 1867, död 20 augusti 1940, var en dansk ämbetsman.
Koefoed blev 1904 chef för Statistisk Departement, generaldirektör för skatteverket 1913 och var även Statens förlikningsman 1910-14 och 1922-28. Koefoed, vars administrativa duglighet och underhandlingförmåga prisades, var ordförande i värderingskommissionerna och andra nämnder under första världskriget och innehade även därefter flera offentliga och privata uppdrag. April-maj 1920 var han finansminister i Michael Petersen Friis regering.